# Noruega en los Juegos Olímpicos de Turín 2006
Noruega estuvo representada en los Juegos Olímpicos de Turín 2006 por un total de 67 deportistas que compitieron en 10 deportes.  
El portador de la bandera en la ceremonia de apertura fue el jugador de curling Pål Trulsen.

## Medallistas
El equipo olímpico noruego obtuvo las siguientes medallas:
| Nombre                                                            | Deporte           | Competición                 |
| ----------------------------------------------------------------- | ----------------- | --------------------------- |
| Oro                                                               |                   |                             |
| Kjetil André Aamodt                                               | Esquí alpino      | Supergigante M              |
| Lars Bystøl                                                       | Saltos en esquí   | Trampolín normal M          |
| Plata                                                             |                   |                             |
| Halvard Hanevold                                                  | Biatlón           | 10 km M                     |
| Ole Einar Bjørndalen                                              | Biatlón           | 12,5 km persecución M       |
| Ole Einar Bjørndalen                                              | Biatlón           | 20 km M                     |
| Magnus Moan                                                       | Combinada nórdica | Trampolín grande + 7,5 km M |
| Kari Traa                                                         | Esquí acrobático  | Baches F                    |
| Frode Estil                                                       | Esquí de fondo    | 30 km persecución M         |
| Marit Bjørgen                                                     | Esquí de fondo    | 10 km F                     |
| Tor Arne Hetland Jens Arne Svartedal                              | Esquí de fondo    | Velocidad por eqs.          |
| Bronce                                                            |                   |                             |
| Frode Andresen                                                    | Biatlón           | 10 km M                     |
| Ole Einar Bjørndalen                                              | Biatlón           | 20 km M                     |
| Halvard Hanevold                                                  | Biatlón           | 15 km M                     |
| Magnus Moan                                                       | Combinada nórdica | Trampolín normal + 15 km M  |
| Hilde Pedersen                                                    | Esquí de fondo    | 10 km F                     |
| Roar Ljøkelsøy                                                    | Saltos en esquí   | Trampolín normal M          |
| Lars Bystøl                                                       | Saltos en esquí   | Trampolín grande M          |
| Lars Bystøl Bjørn Einar Romøren Tommy Ingebrigtsen Roar Ljøkelsøy | Saltos en esquí   | Trampolín normal por eqs. M |
| Kjersti Buaas                                                     | Snowboard         | Halfpipe F                  |